# Louise (Gers Pardoel)
Louise is een lied van de Nederlandse rapper Gers Pardoel. Het werd in 2014 als single uitgebracht en stond in hetzelfde jaar als derde track op het album De toekomst is van ons.

## Achtergrond
Louise is geschreven door John Ewbank, Yousef Gnaoui, Gers Pardoel, Willem de Bruin, Winston Bergwijn, Sergio van Gonter en Memru Renjaan en geproduceerd door Reverse. Het is een nummer uit het genre nederhop. In het lied zingt en rapt de artiest over een dame met de naam Louise, waar de liedverteller op verliefd is. Hij wil er alles aan doen om met haar te zijn en denkt de hele dag aan haar. De naam van de dame zou eerst Denise zijn, maar later werd toch de naam Louise gekozen. Het nummer heeft in Nederland de platina en in België de gouden status.

## Hitnoteringen
De rapper had succes met het lied in de hitlijsten van het Nederlands taalgebied. Het piekte op de zesde plaats van de Vlaamse Ultratop 50 en stond achttien weken in deze hitlijst. Het kwam tot de twintigste positie van de Single Top 100 en stond zeventien weken in deze lijst. In de Nederlandse Top 40 bereikte het de 26e plek in de tien weken dat het in deze hitlijst te vinden was.